# Pontia helice
Pontia helice är en fjärilsart som först beskrevs av Carl von Linné 1764.  Pontia helice ingår i släktet Pontia och familjen vitfjärilar. Inga underarter finns listade i Catalogue of Life.

## Bildgalleri

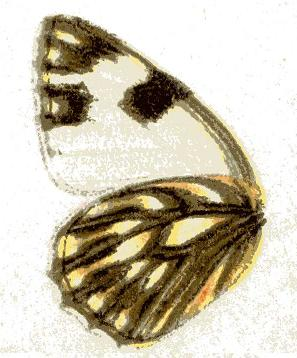
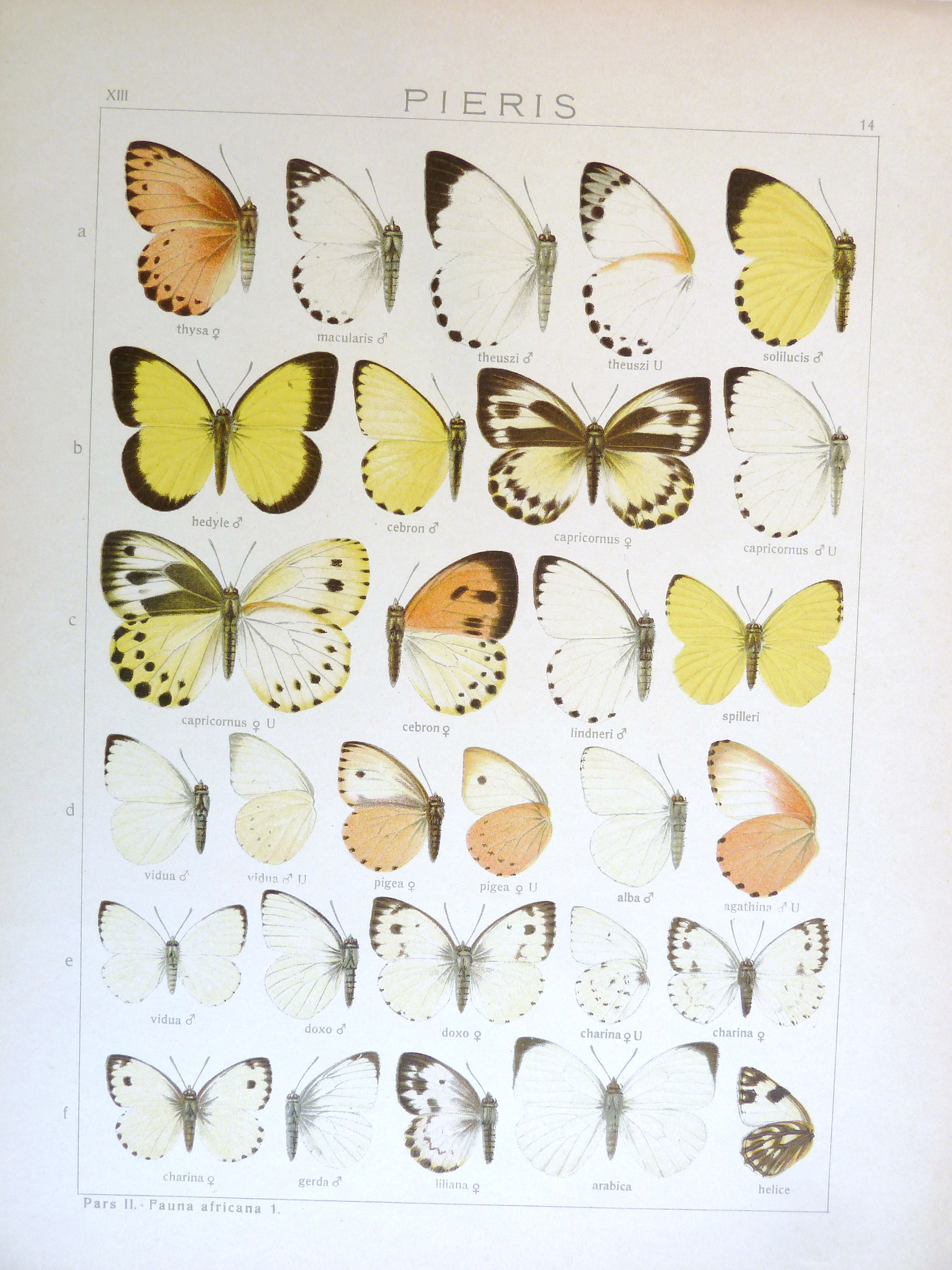